# All Star Extravaganza VII
L'édition 2015 de All Star Extravaganza est une manifestation de catch en pay-per-view (PPV), produite par la fédération américaine Ring of Honor (ROH), disponible en direct sur le câble et satellite, sur Destination America, ainsi que sur le site de partages vidéo Ustream et l'application mobile Flipps. Le PPV s'est déroulé le 18 septembre 2015 au San Antonio Shrine Auditorium à San Antonio, au Texas. Il s'agit de la 7e édition de All Star Extravaganza de l'histoire de la ROH.

## Contexte
Les spectacles de la Ring of Honor en paiement à la séance se composent de matchs aux résultats prédéterminés par les scénaristes de la ROH. Ces rencontres sont justifiées par des storylines - une rivalité avec un catcheur, la plupart du temps - ou par des qualifications survenues au cours de shows précédant l'évènement. Tous les catcheurs possèdent un gimmick, c'est-à-dire qu'ils incarnent un personnage face (gentil) ou heel (méchant), qui évolue au fil des rencontres. Un pay-per-view comme All Star Extravaganza est donc un événement tournant pour les différentes storylines en cours.

### Jay Lethal contre Bobby Fish
Le 28 juillet, la fédération annonce que Bobby Fish est challenger pour le ROH World Television Championship. Le 22 août, à Field of Honor 2015, les reDRagon perdent dans un match par équipe contre le champion indisputé Jay Lethal et Shinsuke Nakamura.

### Jay Lethal contre Kyle O'Reilly
Le 28 juillet, la fédération annonce que Kyle O'Reilly est challenger pour le titre mondial de la ROH. Le 22 août, à Field of Honor 2015, les reDRagon perdent dans un match par équipe contre le champion indisputé Jay Lethal et Shinsuke Nakamura.

### The Addiction contre The Young Bucks contre The Kingdom
A Death Before Dishonor XIII, le 24 juillet, The Addiction conservent leurs ceintures par équipes en remportant leur match contre The Kingdom dans un Four Corners Tag Team match. Toutefois, The Young Bucks restent sur deux victoires en pay-per-view contre The Kingdom. Un match revanche est ensuite annoncé entre les trois équipes.

## Matchs
| #                                                                | Matchs, | Stipulation                                                                                          | Durée |
| ---------------------------------------------------------------- | --- | --- | ----- |
| Dark                                                             | Watanabe et Will Ferrara (en) battent Donovan Dijak et Gregory James (avec Truth Martini et J. Diesel)                                                                               | Match par équipe                                                                                     |       |
| 1                                                                | Jay Lethal (c) (avec Truth Martini, J. Diesel et Donovan Dijak) vs. Bobby Fish | Match simple pour le ROH World Television Championship                                               | 14:09 |
| 2                                                                | Silas Young bat Dalton Castle (avec The Boys) | Match simple (si Silas Young perd, il devient un des Boys, si Dalton Castle perd, il donne ses Boys) | 12:28 |
| 3                                                                | All-Night Express (en) (Kenny King & Rhett Titus) battent The Briscoe Brothers (Mark Briscoe & Jay Briscoe)                                                                          | Match par équipe                                                                                     | 8:30  |
| 4                                                                | Moose (avec Stokely Hathaway) bat Cedric Alexander (avec Veda Scott (en)) | No Disqualification match                                                                            | 13:06 |
| 5                                                                | ACH bat Matt Sydal | Match simple                                                                                         | 16:29 |
| 6                                                                | The Kingdom (Michael Bennett & Matt Taven) (avec Maria Kanellis) battent The Addiction (Christopher Daniels & Frankie Kazarian) (c) et The Young Bucks (Nick Jackson & Matt Jackson) | Three Way Tag Team match pour le ROH World Tag Team Championship                                     | 13:49 |
| 7                                                                | A.J. Styles bat Michael Elgin, Adam Cole et Roderick Strong | Four Corners Survival match pour être challenger pour le ROH World Championship                      | 14:31 |
| 8                                                                | Jay Lethal (c) (avec Truth Martini, J. Diesel et Donovan Dijak) bat Kyle O'Reilly | Match simple pour le ROH World Championship                                                          | 14:00 |
| (c) désigne le(s) champion(s) défendant son titre dans le match. | | |       |